# Ly-ee-Moon
Die Ly-ee-Moon war ein 1859 in Dienst gestelltes Dampfschiff. Es wurde zunächst in der Handelsschifffahrt zwischen Großbritannien und Asien eingesetzt, gehörte dann aber ab 1877 der australischen Reederei Australasian Steam Navigation Company. Am 30. Mai 1886 sank die Ly-ee-Moon an der Küste von New South Wales nach einer Kollision mit einem Felsen, bei der 71 Menschen starben.

## Frühe Jahre
Die Ly-ee-Moon entstand auf der Werft Thames Ironworks and Shipbuilding Company im Londoner Eastend-Stadtteil Blackwall an der Themse. Das 991 Tonnen große Schiff wurde als Raddampfer gebaut und lief im September 1859 vom Stapel. Das Schiff wurde von J. Ash entworfen und mit einer mit Kohle befeuerten Dampfmaschine angetrieben, die das Schiff über zwei Schaufelräder an den Seiten antrieb. Daneben hatte das Schiff zwei Schornsteine und drei Masten mit der Takelage eines Schoners. Der Dampfer war 86,07 Meter lang, 8,32 Meter breit und hatte einen maximalen Tiefgang von 5,06 Metern. Die Ly-ee-Moon hatte drei Decks und konnte 94 Passagiere in drei Klassen transportieren.
Sie wurde für Dent & Company, eine der damals wichtigsten Handelskompanien des Vereinigten Königreichs, gebaut. Das äußere Design des Schiffs hatte große Ähnlichkeit mit der 1855 vom Stapel gelaufenen königlichen Yacht Victoria and Albert. Der erste Kapitän des Schiffs, Norman Hill, baute im Londoner Stadtteil South Norwood ein Haus, das er nach dem Schiff benannte. Es steht heute nicht mehr.
Die Ly-ee-Moon wurde speziell für den in der Mitte des 19. Jahrhunderts blühenden Opiumhandel zwischen Großbritannien und China gebaut. Der Name des Schiffs ist eine anglisierte Version des Namens der Gemeinde Lei Yue Mun in Hongkong. Bei den Testfahrten erreichte die Ly-ee-Moon eine Geschwindigkeit von 17 Knoten. Dies war die beste Leistung, die ein in Großbritannien gebautes Schiff bis dahin in puncto Geschwindigkeit vorgewiesen hatte. Sie war nicht nur besonders schnell, sondern auch sehr elegant ausgestattet. Zu Beginn der 1860er Jahre wurde die Ly-ee-Moon während des Amerikanischen Bürgerkriegs als Blockadebrecher eingesetzt und lief mehrmals den Hafen von Charleston (South Carolina) an. Dies erwies sich als wesentlich profitabler als ihr ursprünglicher Einsatzzweck.
Nach dem Ende des Kriegs wurde sie nach Hongkong verkauft, wo sie zunächst im Dienst von Jardine, Matheson & Co. mehrere Jahre in chinesischen Gewässern tätig war. Bis 1872 fuhr das Schiff auch unter japanischer Flagge und wurde in Taihei Maru umbenannt. 1874 kam es im Hafen von Hongkong zu einer Kollision, nach der das vor Anker liegende Schiff unterging. Es wurde gehoben und fuhr allein aus Segelkraft nach Großbritannien.
Dort wurde das Schiff komplett repariert, mit neuer Maschinerie und neuen Dampfkesseln versehen und die Seitenräder sowie einer der Masten wurden abgenommen. Die neuen Maschinen leisteten 160 nominale Pferdestärken. Von nun an wurde es mit einer Schraube angetrieben. Außerdem erhielt es seinen alten Namen zurück. Durch die Umbauten erhöhte sich die Verdrängung des Schiffs auf 1202 Tonnen.

## Australasian Steam Navigation Company

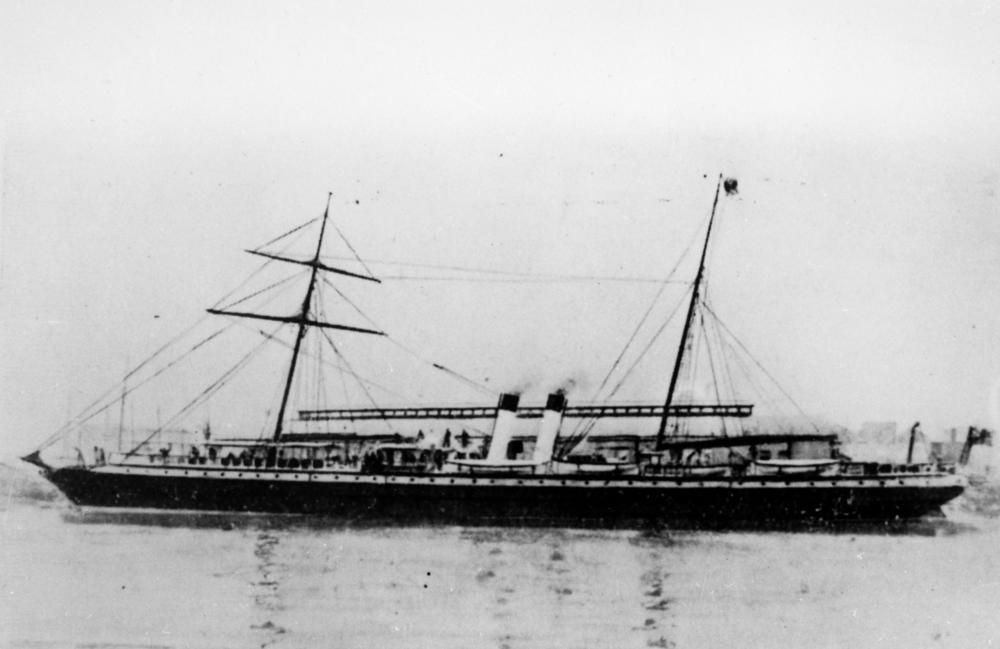
Ly-ee-Moon nach umbau

1877 kaufte die Australasian Steam Navigation Co. Ltd. (ASNC), eine 1840 gegründete australische Reederei mit Sitz in Melbourne, das Schiff auf. Die Reederei unterhielt Verbindungen von Melbourne zu Häfen im Süden Australiens und nach Tasmanien, aber auch nach Neuseeland und Fidschi. Captain W. R. Stevens brachte die Ly-ee-Moon nach Australien. Direkt nach ihrer Ankunft in Sydney brach auf der Ly-ee-Moon ein Feuer aus, das das Schiff komplett zerstörte. Es musste für etwa 4000 £ in den Docks von Pyrmont, einem Vorort von Sydney, repariert werden. Bei dieser Gelegenheit wurde eine neue Verbunddampfmaschine der Ouseburn Engine Works aus Newcastle upon Tyne eingebaut.
Nach der Instandsetzung konnte die Ly-ee-Moon schnell ihren guten Ruf wiederherstellen. Sie hatte den Bug eines Klippers und schwang daher bei Seegang nicht so sehr auf und ab wie andere Dampfschiffe. Außerdem konnte sie auch bei widrigen Bedingungen ihre hohe Geschwindigkeit halten. Dies machte sie bei den Reisenden sehr beliebt. Ab 1878 pendelte die Ly-ee-Moon zwischen Melbourne und Sydney.

## Untergang vor Cape Green

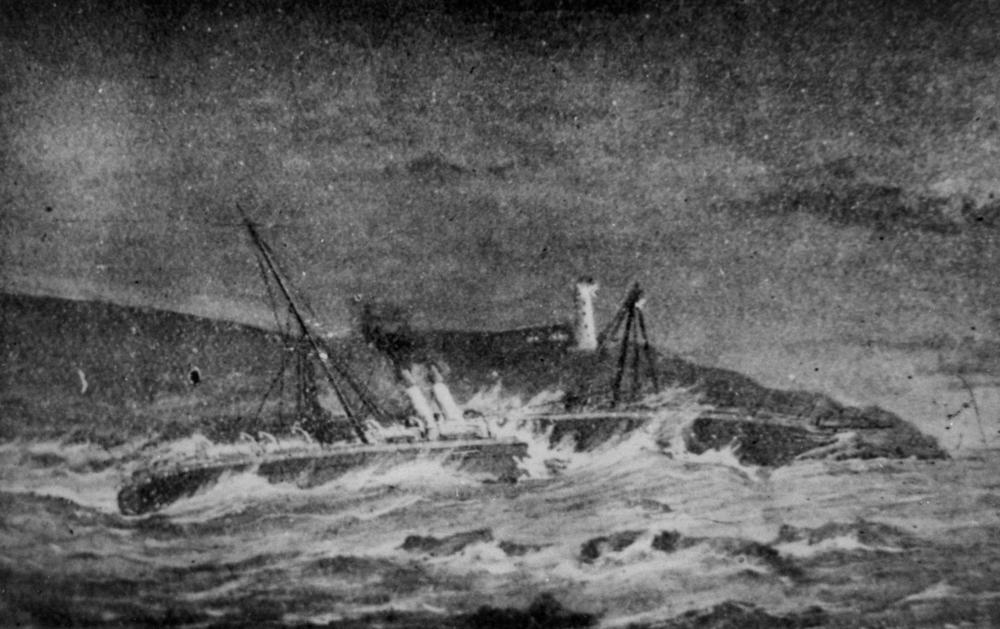
Ly-ee-Moon vor Cape Green

Am Sonnabend, dem 29. Mai 1886 lief die Ly-ee-Moon gegen Mittag in Melbourne unter dem Kommando von Kapitän Webber zu einer weiteren Überfahrt nach Sydney aus. An Bord waren 41 Besatzungsmitglieder und 45 Passagiere, davon 26 Erster Klasse und 19 Dritter Klasse. Zur reichhaltigen Ladung des Schiffs gehörte unter anderem Tabak, Benzin, Gemüse, Tee, Seife, Büromaterial, Wein, Mehl und 250 Kisten Whisky. Gegen 19.45 Uhr am Abend des 30. Mai zog sich Kapitän Webber zurück. Es war seine erste Fahrt mit der Ly-ee-Moon. Er kannte sich mit den Küstengewässern in jenem Gebiet ebenso wenig aus wie der Dritte Offizier James Fotheringhame, der an jenem Abend Wache auf der Brücke hatte.
Die Ly-ee-Moon näherte sich der kleinen Insel Gabo Island nördlich der Grenze der Bundesstaaten New South Wales und Victoria. Die Lichter des Leuchtturms von Gabo Island konnten bereits ausgemacht werden. Webber hatte Fotheringhame Anweisung zum Kurs gegeben und ihm mitgeteilt, dass man ihn rufen solle, wenn Cape Green in Sicht käme. Cape Green war eine Landzunge an der Südküste von New South Wales 26 km südlich der Stadt Eden gelegen. Auch dort gab es einen Leuchtturm, der erst drei Jahre zuvor errichtet worden war. Sein Leuchtfeuer lag 44 Meter über dem Meeresspiegel und konnte noch in 18 km Entfernung gesehen werden.
Gegen 21.00 Uhr kehrte Webber unangemeldet zur Brücke zurück und stellte fest, dass sein Schiff direkt auf die Klippen von Cape Green zuhielt. Als er volle Kraft zurück befahl, prallte die Ly-ee-Moon auf die schroffen Felsen am Ufer des Landvorsprungs direkt unterhalb des Leuchtturms. Es war sehr stürmisch und aufgrund der schweren See war es unmöglich, die Rettungsboote zu Wasser zu lassen. Die Maschinen liefen mit voller Kraft rückwärts, doch dies brachte die Ly-ee-Moon nicht von den Felsen herunter.
Das Schiff brach innerhalb von zehn Minuten auseinander. Während das Heck auf einem Felsvorsprung festsaß, wurde der abgetrennte Bug in Richtung des Ufers gespült und herumgerissen, sodass er auf die hintere Partie des Dampfers zeigte. Im vorderen Bereich des Schiffs befanden sich der Salon und der Vordermast, auf den viele Passagiere in ihrer Panik kletterten. Er brach jedoch ab und warf die Menschen in die aufgewühlte See. Der Mast stürzte auf die Felsen, sodass drei Männer der Mannschaft ans Ufer klettern konnten. Danach brach er entzwei. Mithilfe der Leuchtturmwärter von Cape Green versuchten sie, die noch auf dem Schiff verbliebenen Menschen zu retten. Ein Versuch, eine Leine vom Ufer zur Bugpartie des Wracks zu werfen, scheiterte. Danach konnte mithilfe eines Fischerseils eine Verbindung zur Ly-ee-Moon hergestellt werden, mit der sich der Passagier Herbert Lumsdaine an Land retten konnte.
Bis in die frühen Morgenstunden hinein schafften es vom Bug elf weitere Personen ans Ufer, darunter der Dritte Offizier Fotheringhame und Kapitän Webber, der als letztes das Schiff verließ. Während der Nacht sank das abgerissene Heck der Ly-ee-Moon, auf dem sich noch die Zwischendeckpassagiere und einige Besatzungsmitglieder befanden. Es wurde berichtet, dass man sie noch bis zum Morgen hören konnte.

## Nachspiel
71 Menschen kamen bei dem Unglück ums Leben, darunter 31 Besatzungsmitglieder, alle 19 Zwischendeckpassagiere und 21 Passagiere Erster Klasse, darunter sechs Frauen und drei Kinder. 15 Menschen überlebten. Die Nachricht von der Tragödie erreichte Sydney am 1. Juni. Der Premierminister von New South Wales, Sir Patrick Jennings, entsandte daraufhin das Lotsenschiff  Captain Cook nach Cape Green, wo es am selben Tag um 17.15 Uhr eintraf. Auch der Dampfer Bega wurde aus Eden losgeschickt, um bei der Rettung zu assistieren. Die Besatzung der Captain Cook suchte in den folgenden Tagen nach Leichen und konnte den Großteil der Todesopfer bergen. Am 4. Juni traf sie mit den Überlebenden (außer Webber und Fotheringhame) und einigen der Leichen in Sydney ein.
Ein paar der geborgenen Todesopfer wurden in der Nähe des Leuchtturms auf einem extra angelegten Friedhof beerdigt, der heute Besuchern zugänglich ist und viele Markierungen aufweist. Am 1. und 2. Juni 1886 fand in Eden die Untersuchung des Unglücks unter dem Vorsitz von Untersuchungsrichter Magnus statt. Das abschließende Urteil sprach Kapitän Webber ein hohes Maß an Fahrlässigkeit zu. Er verlor sein Kapitänspatent. Dem Dritten Offizier James Fotheringhame wurde keine Schuld gegeben.
Unter den Toten war Flora MacKillop aus Melbourne, Mutter von Mary MacKillop. Sie hätte am 11. Juni ihren 70. Geburtstag gefeiert. Mary MacKillop war am 7. Juni bei der Trauerfeier in der St Michael’s Church in Sydney und der anschließenden Beisetzung auf dem St Charles Cemetery anwesend. 1973 wurden ihre Gebeine in die Nun’s Lawn Section des Macquarie Park Cemetery umgebettet, wo sie heute noch liegen. Die Überreste der Ly-ee-Moon liegen in zwölf bis 14 Metern Tiefe vor Cape Green und sind weit verstreut. Die Stelle kann nur an sehr ruhigen Tagen von Tauchern aufgesucht werden. Einige Teile des Wracks liegen noch immer auf den Felsen am Ufer, darunter Rumpfplatten und Teile der Kessel.